# 塔拉理工学院
塔拉理工学院（英语：Institute of Technology, Tallaght，缩写：ITT；爱尔兰语：Institiúid Teicneolaíochta, Tamhlacht），位于爱尔兰南都柏林郡塔拉。该校成立于1992年，2019年1月1日併入都柏林科技大學。